# Estación Central de Cuautitlán
Central de Cuautitlán fue una estación central de trenes que se encuentra en la Cuautitlán, Estado de México.

## Historia
La estación se edificó sobre la línea México a Paso del Norte (hoy Ciudad Juárez), la cual fue construida por medio de la concesión número 17 que el gobierno de la República, por medio de la Secretaría de Comunicaciones y Obras Públicas y a través de la Ley el 8 de septiembre de 1880, otorgó a la antigua Compañía del Ferrocarril Central Mexicano; autorización que comprendía la construcción de las líneas siguientes: de México a León ligando Querétaro, Celaya, Salamanca, Guanajuato, Irapuato y Silao; de León a Paso del Norte ligando Aguascalientes, Zacatecas y Chihuahua.